# 21-es busz (Ózd)
Az ózdi 21-es jelzésű autóbuszvonal körjáratként a Kórház és a Március 15. utca között húzódik Bolyokon és a Vasútállomáson át, amelyet a MÁV Személyszállítási Zrt. üzemeltet.

## Története
A 21-es helyijárat eleinte a városi buszállomás és az Ózdi Ruhagyár között közlekedett a Brassói úton és a Március 15. utcán keresztül. Csak iskolai napokon, reggelente egy járatpár vitte ezt végbe, a Március 15. utcai tömegközlekedést a 22-es buszok jelentették.
Kásőbb a 21-es busz útvonala megváltozott, szintén csak az iskolai időszakban a Petőfi tér és a Ruhagyár között húzódott, csonkajáratai közé tartoztak a buszállomás – Petőfi tér; Petőfi tér – Bibó István utcai lakótelep közötti járatok, azonban a Borsod Volán színei alatt megszűntetésre került a buszvonal.
Miután az üzemeltetést a Volánbusz Zrt. átvette, megalakult újonnan a 21-es, körjáratként. Szintén a Március 15. utcai közlekedést biztosította az ózdi vasútállomás felől Bolyok irányába a 22-esek mellett. A 2022-es új vonalhálózatával a szolgálatát átvette a 12-es busz és a 21-es járatok ellentétes irányban, ugyanezen az útvonalon ingáznak. Közülük egyik járat a Kórháztól tesz egy kört a Kórházig, míg a másik csak az Autóbusz-állomástól.

## Útvonala
| Kórház ➝ Autóbusz-állomás ➝ Március 15. utca ➝ Autóbusz-állomás ➝ Kórház | Ellentétes irányban a 12-es helyijáratok közlekednek. |
| --- | ----------------------------------------------------- |
| Kórház ➝ Bányász utca ➝ Bem utca ➝ József Attila út ➝ Szabó Lőrinc utca ➝ Ív út ➝ Munkás út ➝ Autóbusz-állomás ➝ Munkás út ➝ Vasvár út ➝ Malom út ➝ Zrínyi Miklós út ➝ Árpád vezér út ➝ Bolyki főút ➝ Bolyki Tamás utca ➝ Pap utca ➝ Március 15. utca ➝ Petőfi Sándor út ➝ Velencetelep ➝ Volny József út ➝ Jászi Oszkár utca ➝ Munkás út ➝ Autóbusz-állomás ➝ Munkás út ➝ 48-as út ➝ Bem utca ➝ Bányász utca ➝ Kórház | Ellentétes irányban a 12-es helyijáratok közlekednek. |

## Közlekedése
Az autóbuszvonal járatai tanítási napokon közlekednek a délutáni órákban.
| Viszonylat                                             | Indításszám | Közlekedési rend |
| ------------------------------------------------------ | ----------- | ---------------- |
| Kórház ➝ Március 15. utca ➝ Kórház                     | 1 oda       | tanítási napokon |
| Autóbusz-állomás ➝ Március 15. utca ➝ Autóbusz-állomás | 1 oda       | tanítási napokon |

### Járművek
Az autóbuszvonalon legtöbbször csuklós autóbuszok jelennek meg, melyen szinte mindig Volvo 7700A (KNL-244) típusú gépkocsi szerepel. Egy időben szóló járműveket állítottak ki az indításokra.

## Megállóhelyei
| 21 (Kórház ► Autóbusz-állomás ► Március 15. utca ► Autóbusz-állomás ► Kórház) | 21 (Kórház ► Autóbusz-állomás ► Március 15. utca ► Autóbusz-állomás ► Kórház) | 21 (Kórház ► Autóbusz-állomás ► Március 15. utca ► Autóbusz-állomás ► Kórház) | 21 (Kórház ► Autóbusz-állomás ► Március 15. utca ► Autóbusz-állomás ► Kórház) | 21 (Kórház ► Autóbusz-állomás ► Március 15. utca ► Autóbusz-állomás ► Kórház)     | 21 (Kórház ► Autóbusz-állomás ► Március 15. utca ► Autóbusz-állomás ► Kórház) | 21 (Kórház ► Autóbusz-állomás ► Március 15. utca ► Autóbusz-állomás ► Kórház) | 21 (Kórház ► Autóbusz-állomás ► Március 15. utca ► Autóbusz-állomás ► Kórház) | 21 (Kórház ► Autóbusz-állomás ► Március 15. utca ► Autóbusz-állomás ► Kórház) |
| Sorszám (↓)                                                                   | Sorszám (↓)                                                                   | Megállóhely                                                                   | Kilométer (↓)                                                                 | Kilométer (↓)                                                                     | Perc (↓)                                                                      | Perc (↓)                                                                      | Átszállási kapcsolatok |                                                                               |
| ----------------------------------------------------------------------------- | ----------------------------------------------------------------------------- | ----------------------------------------------------------------------------- | ----------------------------------------------------------------------------- | --------------------------------------------------------------------------------- | ----------------------------------------------------------------------------- | ----------------------------------------------------------------------------- | --- | ----------------------------------------------------------------------------- |
| 0                                                                             |                                                                               | Kórház végállomás                                                             | 0.0 km                                                                        |                                                                                   | 0                                                                             |                                                                               | 1, 2, 4, 8, 12, 20 4101, 4102, 4161 |                                                                               |
| 1                                                                             | Petőfi tér                                                                    | 0.6 km                                                                        | 2                                                                             | 1, 2, 4, 8, 12, 20, 23 3410, 3412, 4101, 4102, 4153, 4154, 4157, 4158, 4160, 4161 |                                                                               |                                                                               | |                                                                               |
| 2                                                                             | József Attila út 3.                                                           | 0.8 km                                                                        | 3                                                                             | 1, 2, 4, 8, 12, 20, 23 4101, 4102, 4158                                           |                                                                               |                                                                               | |                                                                               |
| 3                                                                             | Hotel Ózd                                                                     | 1.3 km                                                                        | 4                                                                             | 1, 2, 4, 8, 12, 20, 23 4101, 4102, 4153, 4158, 4160, 4161                         |                                                                               |                                                                               | |                                                                               |
| ∫                                                                             | 0                                                                             | Autóbusz-állomás vonalközi végállomás                                         | ∫                                                                             | 0.0 km                                                                            | ∫                                                                             | 0                                                                             | 1, 2, 2A, 3, 4, 6, 7, 8, 12, 20A, 26, 47, 68, 74, 76, 78 1031, 1034, 1051, 1369, 1384, 1411 3410, 3770, 3773, 4101, 4102, 4104, 4140, 4145, 4147, 4148, 4150, 4151, 4153, 4155, 4157, 4158, 4160, 4161, 4180, 4185, 4186     |                                                                               |
| 4                                                                             | 1                                                                             | Gyujtó tér                                                                    | 1.8 km                                                                        | 0.3 km                                                                            | 6                                                                             | 1                                                                             | 2, 2A, 4, 6, 7, 8, 12, 20, 20A, 23, 26, 47, 63, 68, 74, 76, 78 4102 |                                                                               |
| 5                                                                             | 2                                                                             | Városháztér                                                                   | 2.4 km                                                                        | 0.9 km                                                                            | 8                                                                             | 3                                                                             | 2, 2A, 6, 12, 20, 20A, 23, 26, 63, 68, 76 1369, 1384 3770, 4102, 4180, 4185, 4186 |                                                                               |
| 6                                                                             | 3                                                                             | Bolyki elágazás                                                               | 3.0 km                                                                        | 1.5 km                                                                            | 9                                                                             | 4                                                                             | 2, 2A, 6, 12, 20, 20A, 23, 26, 63, 68, 76 1031, 1034, 1051, 1369, 1384 3770, 4102, 4180, 4185, 4186 |                                                                               |
| 7                                                                             | 4                                                                             | Zrínyi Miklós út 5.                                                           | 3.4 km                                                                        | 2.0 km                                                                            | 10                                                                            | 5                                                                             | 2, 2A, 12, 20, 20A, 23, 26 1369 3770, 4102, 4186 |                                                                               |
| 8                                                                             | 5                                                                             | Árpád Vezér Általános Iskola                                                  | 3.8 km                                                                        | 2.3 km                                                                            | 11                                                                            | 6                                                                             | 2, 2A, 12, 20, 20A, 23, 26 1369 3770, 4102 |                                                                               |
| 9                                                                             | 6                                                                             | Civil Ház                                                                     | 4.1 km                                                                        | 2.6 km                                                                            | 12                                                                            | 7                                                                             | 2, 2A, 12, 20, 20A, 23, 26 1369 3770, 4102 |                                                                               |
| 10                                                                            | 7                                                                             | Strandfürdő                                                                   | 4.4 km                                                                        | 2.9 km                                                                            | 14                                                                            | 9                                                                             | 2, 2A, 12, 20, 20A, 23, 26 1369 3770, 4102, 4186 |                                                                               |
| 11                                                                            | 8                                                                             | Bolyki főút, ABC áruház                                                       | 4.9 km                                                                        | 3.4 km                                                                            | 15                                                                            | 10                                                                            | 2, 2A, 12, 20, 20A, 26 1369 3770, 4102, 4186 |                                                                               |
| 12                                                                            | 9                                                                             | Bolyki Tamás utca 64., Asztalos Kft.                                          | 5.2 km                                                                        | 3.7 km                                                                            | 16                                                                            | 11                                                                            | 2, 2A, 12, 20, 20A, 26 1369 3770, 4102 |                                                                               |
| 13                                                                            | 10                                                                            | Bolyki Tamás utcai általános iskola                                           | 5.5 km                                                                        | 4.0 km                                                                            | 17                                                                            | 12                                                                            | 12, 26 |                                                                               |
| 14                                                                            | 11                                                                            | Március 15. utca 170.                                                         | 6.0 km                                                                        | 4.5 km                                                                            | 18                                                                            | 13                                                                            | 12 |                                                                               |
| 15                                                                            | 12                                                                            | Gömöri út                                                                     | 6.4 km                                                                        | 4.9 km                                                                            | 20                                                                            | 15                                                                            | 12 |                                                                               |
| 16                                                                            | 13                                                                            | Strand utca                                                                   | 6.8 km                                                                        | 5.3 km                                                                            | 21                                                                            | 16                                                                            | 12 |                                                                               |
| 17                                                                            | 14                                                                            | Liszt Ferenc utca                                                             | 7.2 km                                                                        | 5.7 km                                                                            | 22                                                                            | 17                                                                            | 12 |                                                                               |
| 18                                                                            | 15                                                                            | Március 15. utca 12.                                                          | 7.7 km                                                                        | 6.2 km                                                                            | 24                                                                            | 19                                                                            | 12 |                                                                               |
| 19                                                                            | 16                                                                            | Zsolnai tér                                                                   | 8.0 km                                                                        | 6.5 km                                                                            | 25                                                                            | 20                                                                            | 8, 12, 68, 78 |                                                                               |
| 20                                                                            | 17                                                                            | Vasútállomás                                                                  | 8.8 km                                                                        | 7.3 km                                                                            | 27                                                                            | 22                                                                            | 4, 7, 8, 12, 47, 68, 74, 76, 78 1369, 1384, 1410, 1411 3770, 3773, 4104, 4140, 4145 személyvonat – Ózd (92) |                                                                               |
| 21                                                                            | 18                                                                            | Gyujtó tér                                                                    | 9.7 km                                                                        | 8.2 km                                                                            | 29                                                                            | 24                                                                            | 2, 2A, 4, 6, 7, 8, 12, 20, 20A, 23, 26, 47, 63, 68, 74, 76, 78 4102 |                                                                               |
| ∫                                                                             | 19                                                                            | Autóbusz-állomás vonalközi végállomás                                         | ∫                                                                             | 8.5 km                                                                            | ∫                                                                             | 25                                                                            | 1, 2, 2A, 3, 4, 6, 7, 8, 12, 20A, 23, 26, 47, 68, 74, 76, 78 1031, 1034, 1051, 1369, 1384, 1411 3410, 3770, 3773, 4101, 4102, 4104, 4140, 4145, 4147, 4148, 4150, 4151, 4153, 4155, 4157, 4158, 4160, 4161, 4180, 4185, 4186 |                                                                               |
| 22                                                                            |                                                                               | Hotel Ózd                                                                     | 10.3 km                                                                       |                                                                                   | 31                                                                            |                                                                               | 1, 2, 4, 8, 12, 20, 23 4101, 4102, 4153, 4158, 4160, 4161 |                                                                               |
| 23                                                                            | 48-as út 8.                                                                   | 10.7 km                                                                       | 32                                                                            | 1, 2, 4, 8, 12, 20, 23 4101, 4102, 4158                                           |                                                                               |                                                                               | |                                                                               |
| 24                                                                            | Petőfi tér                                                                    | 10.9 km                                                                       | 33                                                                            | 1, 2, 4, 8, 12, 20, 23 3410, 3412, 4101, 4102, 4153, 4154, 4157, 4158, 4160, 4161 |                                                                               |                                                                               | |                                                                               |
| 25                                                                            | Kórház végállomás                                                             | 11.5 km                                                                       | 35                                                                            | 1, 2, 4, 8, 12, 20 4101, 4102, 4161                                               |                                                                               |                                                                               | |                                                                               |